# Spodoptera orbicularis
Spodoptera orbicularis är en fjärilsart som beskrevs av Walker 1857. Spodoptera orbicularis ingår i släktet Spodoptera och familjen nattflyn. Inga underarter finns listade i Catalogue of Life.